# Europees verlof
Onder ‘verlof’ in Nederlands-Indië werd verstaan: Europees verlof, de periode die na het vervullen een bepaalde diensttijd doorgebracht mag worden in Europa, c.q. het vaderland (Nederland). 
Het Europees verlof was veelal het geval bij het vervullen van functies door naar Indië uitgezonden 'Hollanders', of aldaar werkzame Nederlands-Indische ambtenaren.
Zo kon bijvoorbeeld een naar Indië uitgezonden employé van de Bataafse Petroleum Maatschappij na een in Indië verrichte diensttijd na 4 jaar terug naar Nederland voor maximaal 6 maanden (inclusief de overtocht), het zogenoemd grootverlof dat afhankelijk was van het aantal dienstjaren.
 Een bestuursambtenaar in dienst van het Binnenlands Bestuur (B.B.) had na een arbeidstijd van 6 jaar het recht op verlof naar Nederland voor de periode van 8 maanden. De overtocht per schip hoefden zij niet te betalen en kregen tijdens de verlofperiode de helft van hun salaris doorbetaald. Ook kon hen Europees verlof worden verleend wegens ziekte, meestal voor langere duur, zoals voor 2 jaar.
Eventueel meegenomen kinderen moesten echter gewoon naar school in Nederland. 
De op verlof naar Europa gereisde personen werden verlofgangers genoemd.